# Saint-Martin-de-Lansuscle
Pour les articles homonymes, voir Saint-Martin.
Saint-Martin-de-Lansuscle est une commune française, située dans le sud-est du département de la Lozère en région Occitanie.
Exposée à un climat méditerranéen, elle est drainée par le Gard et par divers autres petits cours d'eau. Incluse dans les Cévennes, la commune possède un patrimoine naturel remarquable : trois sites Natura 2000 (les « vallées du Tarn, du Tarnon et de la Mimente », la « vallée du Gardon de Mialet » et « les Cévennes ») et trois zones naturelles d'intérêt écologique, faunistique et floristique.
Saint-Martin-de-Lansuscle est une commune rurale qui compte 192 habitants en 2022, après avoir connu un pic de population de 718 habitants en 1821. Ses habitants sont appelés les Lansusclais ou Lansusclaises.
Son territoire, qui est pour partie intégré dans la zone cœur du parc national des Cévennes et pour l'essentiel dans sa zone périphérique, se trouve au cœur des Cévennes historiques : on y retrouve tous les éléments cévenols les plus caractéristiques. Ainsi Saint-Martin-de-Lansuscle est une zone de culture protestante où s'est déroulée la révolte des Camisards, sur une terre schisteuse où coule l'un des Gardons, où se cultivaient châtaigniers et s'élevaient les vers à soie, où l'on produit toujours des pélardons et dont les maisons possèdent des toits de Lauzes et des murs de schistes.

## Géographie

### Localisation et relief
Saint-Martin-de-Lansuscle est situé tout au sud du département de la Lozère, non loin de celui du Gard, dans l'ancienne province du Gévaudan, dans la Vallée Française.
Les villes les plus proches sont Alès (Gard) à 54 km à l'est et Florac (Lozère) à 27 km au nord.
D'une superficie de 1 805 hectares, le territoire communal se trouve au cœur de la chaîne montagneuse des Cévennes qui forme la limite sud du Massif central. La Vallée Française est une zone de moyenne montagne traversée par la vallée d'une des branches du Gardon. La quasi-totalité du territoire communal recouvre la fin de la vallée du Gardon de Saint-Martin-de-Lansuscle. Sur ses bordures ouest, nord et est, les crêtes s'élèvent de 800 à 1 000 m d'altitude. Le mont Mars (1 147 m) en est le point culminant. La pointe sud de la commune avec le hameau de Fabrègue appartient quant à elle à la vallée du Gardon de Sainte-Croix.

### Communes limitrophes
Les communes limitrophes sont Cassagnas, Saint-Germain-de-Calberte, Sainte-Croix-Vallée-Française, Molezon et Barre-des-Cévennes.
| Barre-des-Cévennes | Cassagnas                     |                           |
| Molezon            | Saint-Martin-de-Lansuscle     | Saint-Germain-de-Calberte |
|                    | Sainte-Croix-Vallée-Française |                           |

### Accès
Le village est situé sur la RD 28 qui va de Sainte-Croix-Vallée-Française au col de Malhaussette sur la RD 13. Celle-ci relie Barre-des-Cévennes au nord-ouest à Saint-Germain-de-Calberte à l'est en passant par le Plan de Fontmort.
La gare la plus proche est celle d'Alès, l'aéroport celui de Nîmes-Garons.

### Climat
Pour des articles plus généraux, voir Climat de l'Occitanie et Climat de la Lozère.
En 2010, le climat de la commune est de type climat méditerranéen franc, selon une étude s'appuyant sur une série de données couvrant la période 1971-2000. En 2020, Météo-France publie une typologie des climats de la France métropolitaine dans laquelle la commune est exposée à un climat de montagne ou de marges de montagne et est dans une zone de transition entre les régions climatiques « Provence, Languedoc-Roussillon » et « Sud-est du Massif Central ».
Pour la période 1971-2000, la température annuelle moyenne est de 11,6 °C, avec une amplitude thermique annuelle de 16,6 °C. Le cumul annuel moyen de précipitations est de 1 564 mm, avec 9,1 jours de précipitations en janvier et 4,7 jours en juillet. Pour la période 1991-2020, la température moyenne annuelle observée sur la station météorologique la plus proche, située sur la commune de Bassurels à 11 km à vol d'oiseau, est de 9,1 °C et le cumul annuel moyen de précipitations est de 1 510,8 mm,. Pour l'avenir, les paramètres climatiques de la commune estimés pour 2050 selon différents scénarios d'émission de gaz à effet de serre sont consultables sur un site dédié publié par Météo-France en novembre 2022.

### Végétation

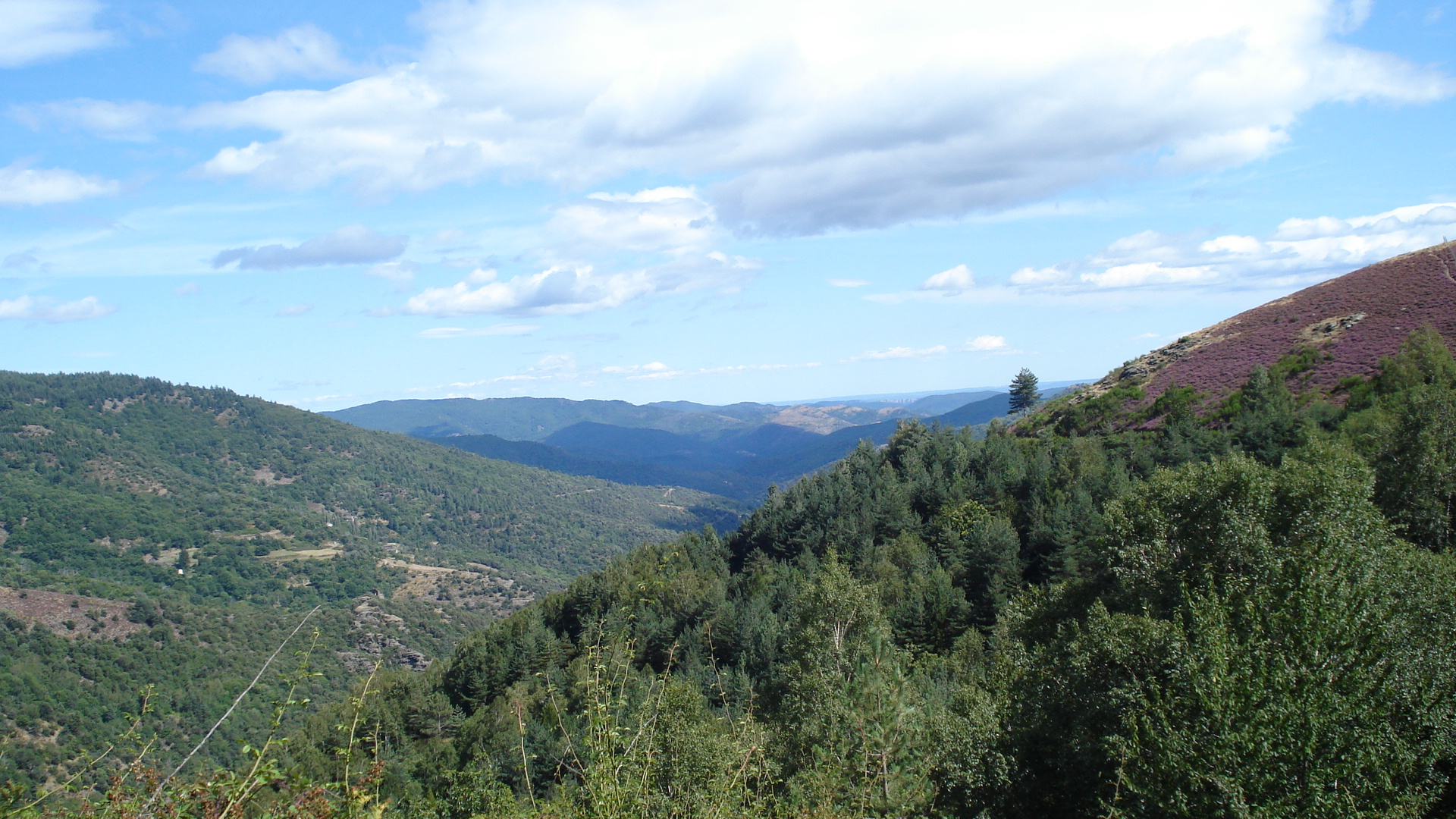
Panorama depuis le Plan de Fontmort.

Autrefois essentiellement couvert de châtaigneraies, le territoire communal est toujours fortement boisé. Avec l'abandon progressif de la culture des châtaigniers, les pins ont petit à petit gagné l'ensemble de son territoire. De plus, l'ONF a longtemps poussé à la plantation de résineux, seule sylviculture locale économiquement viable.
Les données du Natura 2000 indiquent que la végétation de la vallée est essentiellement composée de pins et de résineux (40 % des surfaces), de châtaigniers et autres arbres à feuilles caduques (37 %), de chênes verts (10 %), mais aussi de broussailles (1 %) et de rares prairies (1 %). Il y pousse aussi quelques pins de Salzmann associés à des cistes rares (ciste à feuilles de peuplier et ciste de Pouzolz). Les rochers et les éboulis rocheux occupent 1 % de sa surface.
La déprise agricole favorisant l'embroussaillement et la généralisation de la présence de résineux facilement inflammables ont augmenté les risques d'incendie. Aussi du fait de sa végétation et de son climat, la commune est considérée comme exposée aux risques naturels d'incendie.

### Hydrographie

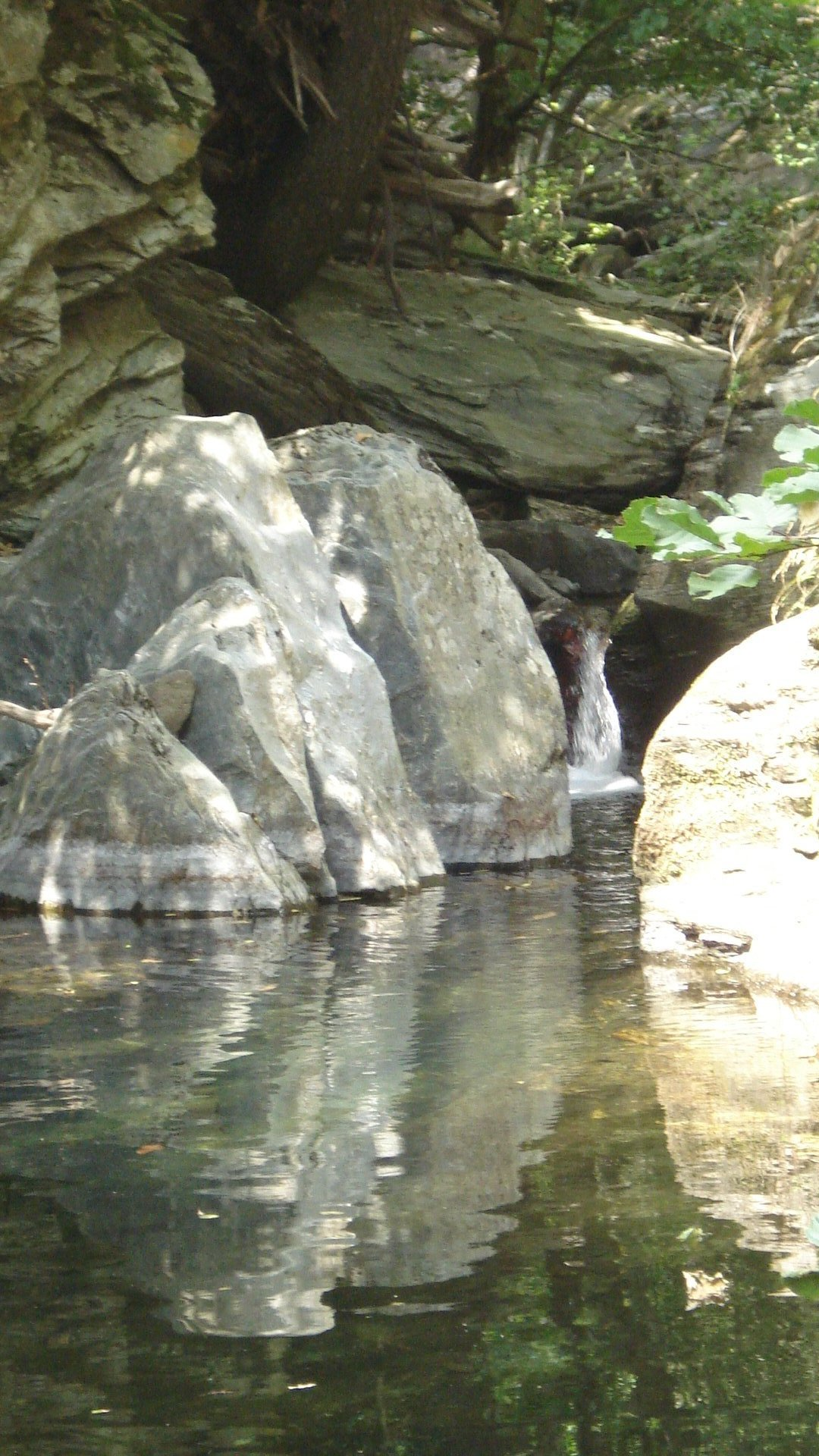
Ruisseau affluent du Gardon.

Prenant sa source au nord de la commune, le Gardon de Saint-Martin coule en dessous du village. Il possède deux ruisseaux affluents. Au sud-ouest de la commune, sur celle de Saint-Étienne, il rejoint le Gardon de Saint-Germain, au lieu-dit le Pont de Burgen ; ces deux gardons forment alors le Gardon de Saint-Étienne. Il existe de nombreuses sources dont certaines sont canalisées pour alimenter les maisons des particuliers qui ne peuvent bénéficier du réseau communal de distribution d'eau du fait de leur situation isolée.
Le débit habituel du Gardon n'est pas suffisant pour des activités nautiques. Cependant, il existe de nombreux gourgs (trous d'eau) où l'on peut se baigner. La faible présence humaine et l'importance de la couche de galets et de graviers donnent une couleur turquoise à l'eau du Gardon dès qu'il y a un peu plus de profondeur. En 2009, la qualité des eaux des rivières de la commune était qualifiée de bonne sauf de l'aval du village sur 2 km avant d'arriver au confluent du pont de Burgen où elle était qualifiée d'assez bonne. Ces eaux abritent, entre autres, des populations de loutres et de castors, voire des écrevisses.

### Géologie

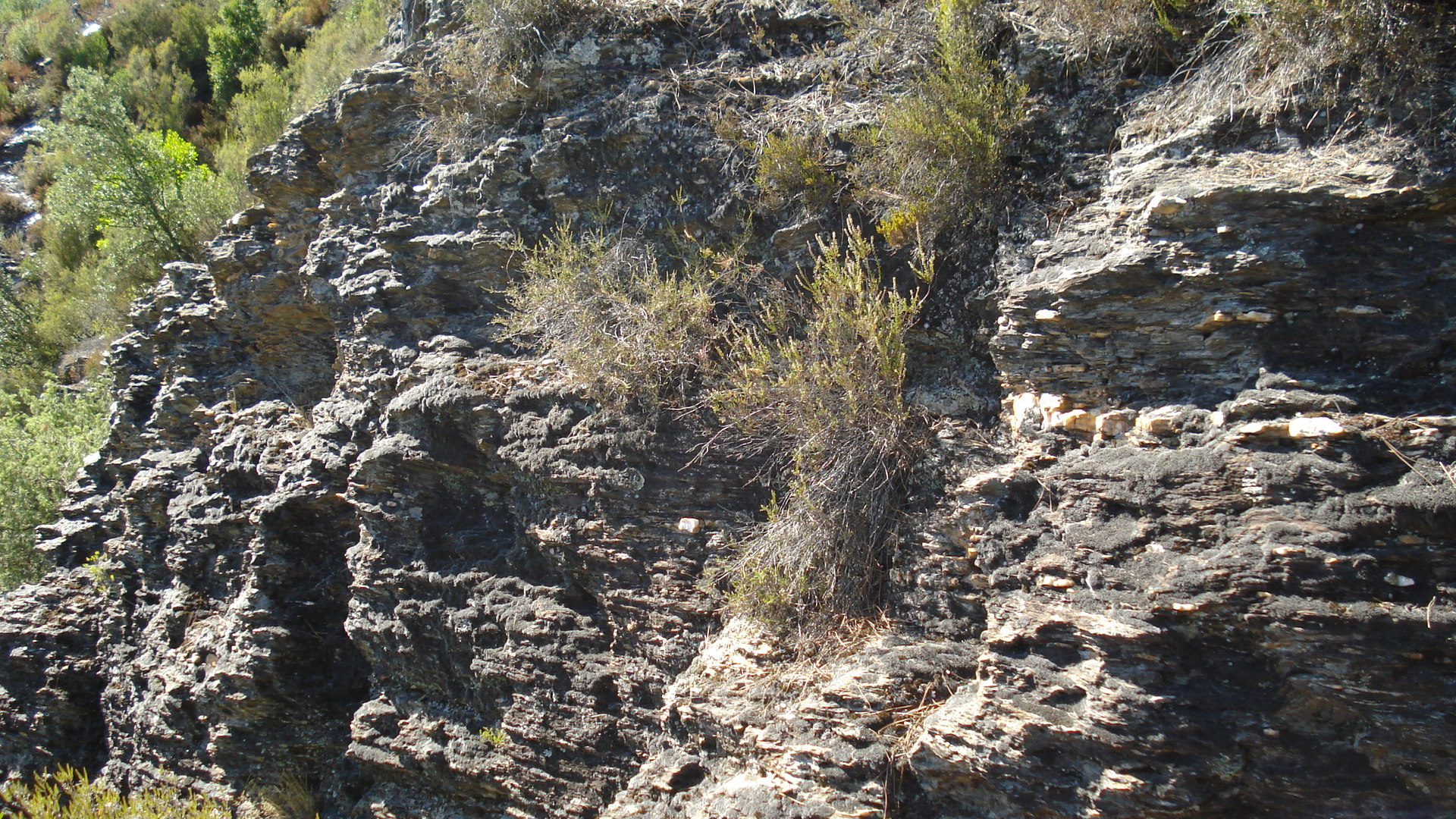
Coupe de roche mêlant micaschiste et quartz.

Le sous-sol y est surtout composé de schiste, de micaschiste mêlé d'un peu de quartz. Ces roches métamorphiques de l'ère primaire proviennent du socle ancien qu'est le Massif central. Ces sols non calcaires sont légèrement acides.

## Urbanisme

### Typologie
Au 1er janvier 2024, Saint-Martin-de-Lansuscle est catégorisée commune rurale à habitat très dispersé, selon la nouvelle grille communale de densité à sept niveaux définie par l'Insee en 2022.
Elle est située hors unité urbaine et hors attraction des villes,.

### Occupation des sols
L'occupation des sols de la commune, telle qu'elle ressort de la base de données européenne d’occupation biophysique des sols Corine Land Cover (CLC), est marquée par l'importance des forêts et milieux semi-naturels (100 % en 2018), une proportion identique à celle de 1990 (100 %). La répartition détaillée en 2018 est la suivante : 
forêts (94,8 %), milieux à végétation arbustive et/ou herbacée (5,2 %). L'évolution de l’occupation des sols de la commune et de ses infrastructures peut être observée sur les différentes représentations cartographiques du territoire : la carte de Cassini (XVIIIe siècle), la carte d'état-major (1820-1866) et les cartes ou photos aériennes de l'IGN pour la période actuelle (1950 à aujourd'hui).

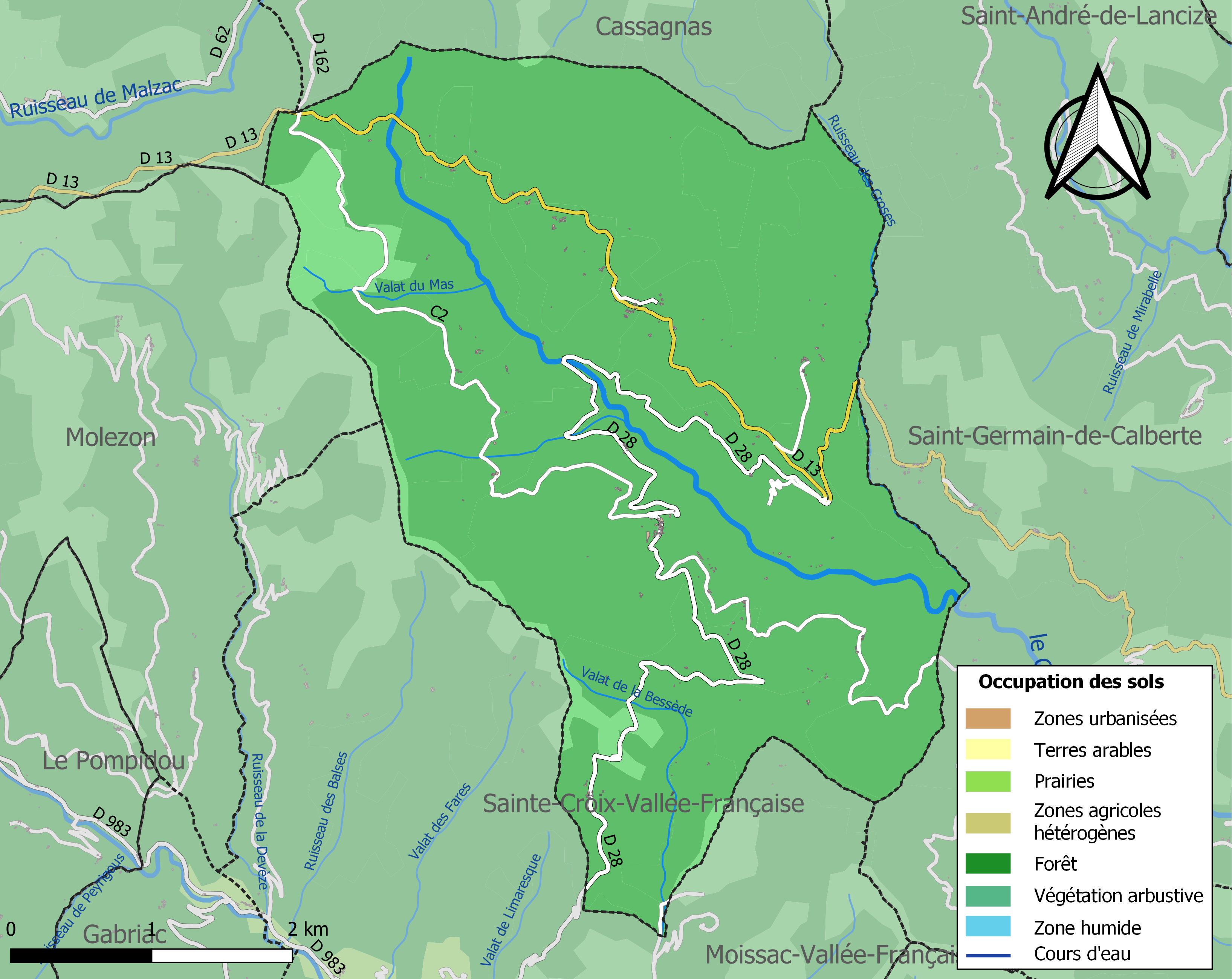
Carte des infrastructures et de l'occupation des sols de la commune en 2018 (CLC).

### Le village

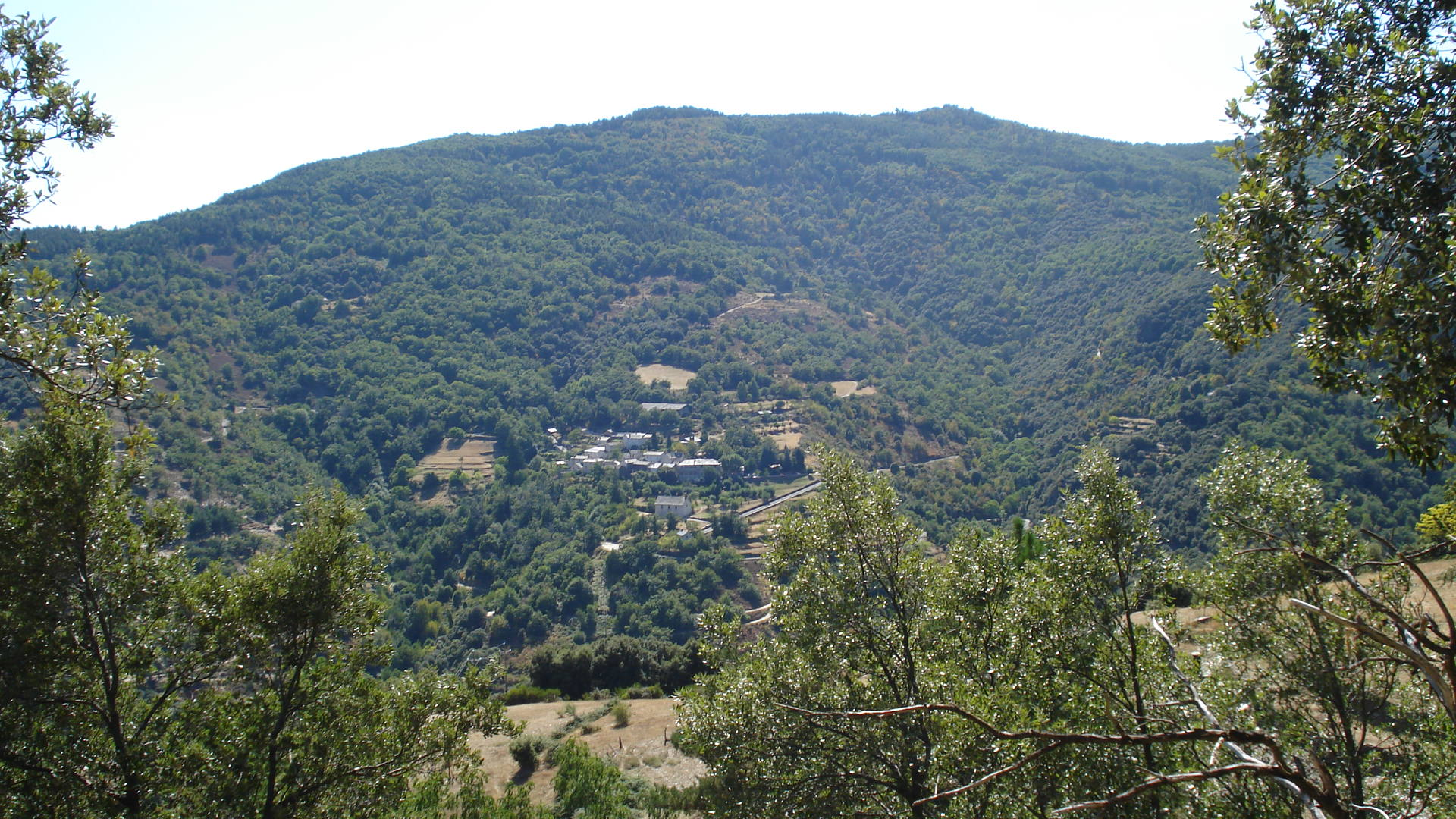
Vue d'ensemble du village depuis le col de Malhaussette.

Le village qui s'accroche au flanc des collines à une altitude moyenne de 500 m est un village-rue traversé par la RD 28.

### Les écarts
Plusieurs hameaux, qui ne regroupent souvent que quelques maisons, et de nombreux mas isolés, composent également la commune. Cet habitat dispersé est pourtant à la base de petites communautés que les cévenols appellent traditionnellement les « quartiers ». Parmi ces écarts et lieux-dits, les principaux sont le Plan, Nogaret et Fabrègue.

### Risques majeurs
Le territoire de la commune de Saint-Martin-de-Lansuscle est vulnérable à différents aléas naturels : météorologiques (tempête, orage, neige, grand froid, canicule ou sécheresse), feux de forêts, mouvements de terrains et séisme (sismicité faible). Un site publié par le BRGM permet d'évaluer simplement et rapidement les risques d'un bien localisé soit par son adresse soit par le numéro de sa parcelle.
Saint-Martin-de-Lansuscle est exposée au risque de feu de forêt. Un plan départemental de protection des forêts contre les incendies (PDPFCI) a été approuvé en décembre 2014 pour la période 2014-2023. Les mesures individuelles de prévention contre les incendies sont précisées par divers arrêtés préfectoraux et s’appliquent dans les zones exposées aux incendies de forêt et à moins de 200 mètres de celles-ci. L’arrêté du 23 mars 2018, complété par un arrêté de 2020, réglemente l'emploi du feu en interdisant notamment d’apporter du feu, de fumer et de jeter des mégots de cigarette dans les espaces sensibles et sur les voies qui les traversent sous peine de sanctions. L'arrêté du 23 août 2021, abrogeant un arrêté de 2002, rend le débroussaillement obligatoire, incombant au propriétaire ou ayant droit,,.

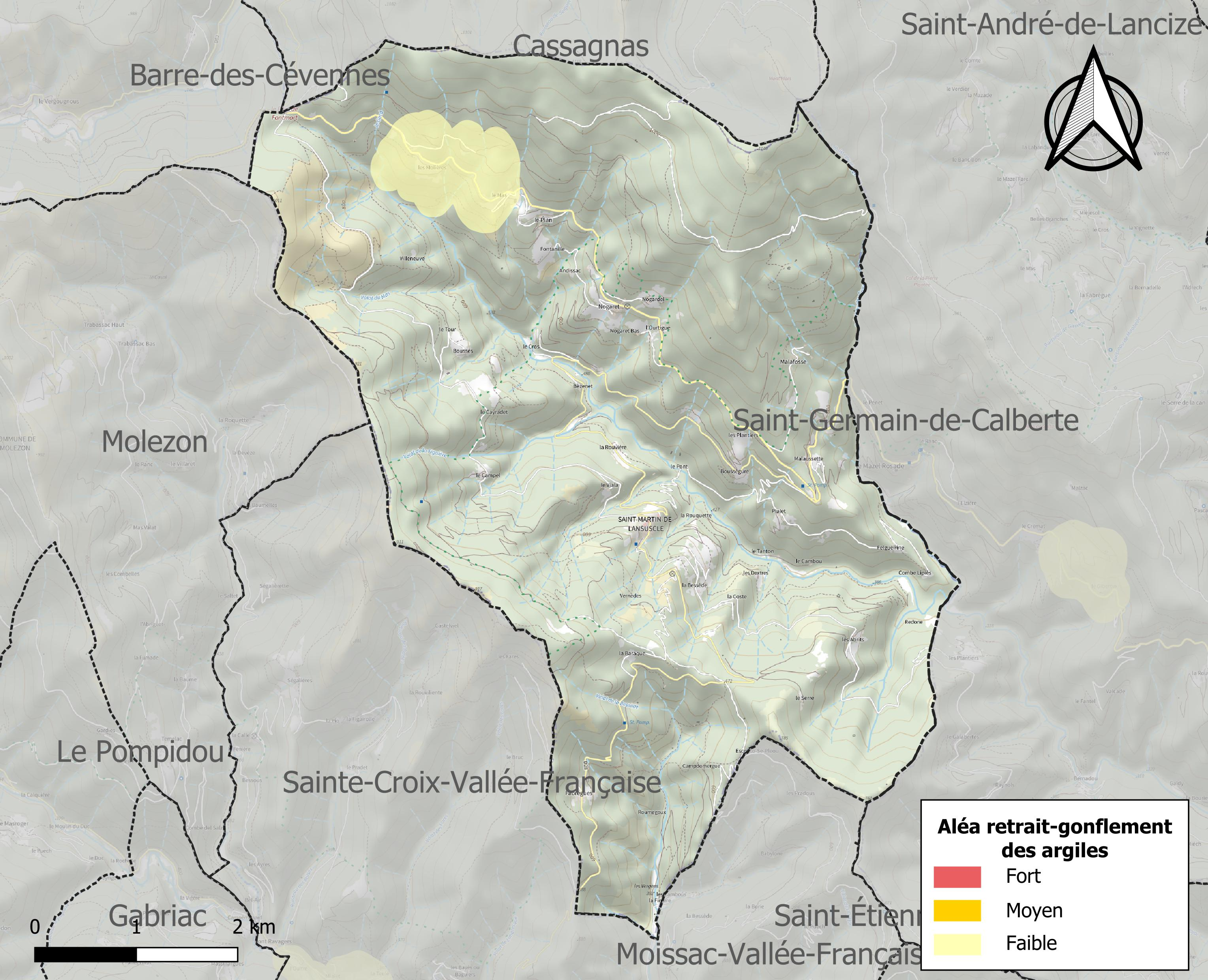
Carte des zones d'aléa retrait-gonflement des sols argileux de Saint-Martin-de-Lansuscle.

Les mouvements de terrains susceptibles de se produire sur la commune sont des éboulements, chutes de pierres et de blocs et des glissements de terrain.
Le retrait-gonflement des sols argileux est susceptible d'engendrer des dommages importants aux bâtiments en cas d’alternance de périodes de sécheresse et de pluie. Aucune partie du territoire de la commune n'est en aléa moyen ou fort (15,8 % au niveau départemental et 48,5 % au niveau national). Sur les 138 bâtiments dénombrés sur la commune en 2019, aucun n'est en aléa moyen ou fort, à comparer aux 14 % au niveau départemental et 54 % au niveau national. Une cartographie de l'exposition du territoire national au retrait gonflement des sols argileux est disponible sur le site du BRGM,.
Par ailleurs, afin de mieux appréhender le risque d’affaissement de terrain, l'inventaire national des cavités souterraines permet de localiser celles situées sur la commune.
La commune a été reconnue en état de catastrophe naturelle au titre des dommages causés par les inondations et coulées de boue survenues en 1982, 1992, 1994, 2003, 2011, 2014, 2015 et 2020.

## Histoire

### Préhistoire
Les premières traces des hommes découvertes dans la vallée remontent au IIIe millénaire av. J.-C. : des pasteurs nomades, appartenant à la civilisation des mégalithes, passaient sur les crêtes. Ils sont à l'origine de drailles. Ils y ont laissé des menhirs tels celui du Plan de Fontmort ou celui du col de la Pierre Plantée, des dolmens ainsi que des roches à cupules. Ces traces sont, dans l'imaginaire cévenol, liées à la légende de la Vieille Morte.

### Antiquité
Pendant la période gauloise, cette zone appartenait au territoire des Gabales. Sur les flancs du Mont-Mars, au lieu-dit Saint-Clément, sur le chemin menant du Plan de Fontmort au col de la Pierre Plantée se trouvait une villa gallo-romaine relativement importante (suffisamment pour posséder un hypocauste) dirigeant un domaine au cours des IIe et IIIe siècles de notre ère. Les fouilles qui y été menées par M. Numa Bastide ont mis au jour de nombreux objets en céramique ou en fer, des pièces de monnaie ainsi que les traces de bâtiments d'habitation et agricoles.

### Moyen Âge
Au VIe siècle, le village et la vallée se seraient trouvés dans une enclave franque entourée par des terres wisigothes. Une autre version de la légende relate également une bataille qui aurait opposé en 737, ou en 778, Francs et Sarrasins à la Boissonnade, sur la commune voisine de Moissac-Vallée-Française. Elle y lie la construction de l'église de Notre-Dame-de-Valfrancesque, bâtiment du VIIIe et IXe siècle ce qui en fait le plus ancien des Cévennes et du Gévaudan.
Sous l'influence des moines bénédictins, la culture du châtaignier puis celle du mûrier pour les vers à soie se développèrent au point de devenir les éléments centraux de son économie.
Comme l'ensemble des Cévennes, le village souffrit beaucoup pendant les crises du XIVe siècle (guerre de Cent Ans, peste noire, etc.). Les friches gagnèrent du terrain au profit de la faune sauvage.
Aux siècles suivants, avec l'augmentation de la population, pour gagner des surfaces cultivables, la culture en terrasses s'étendit, grimpant de plus en plus haut sur les collines et donnant aux montagnes cévenoles leur aspect particulier.

### Époque moderne

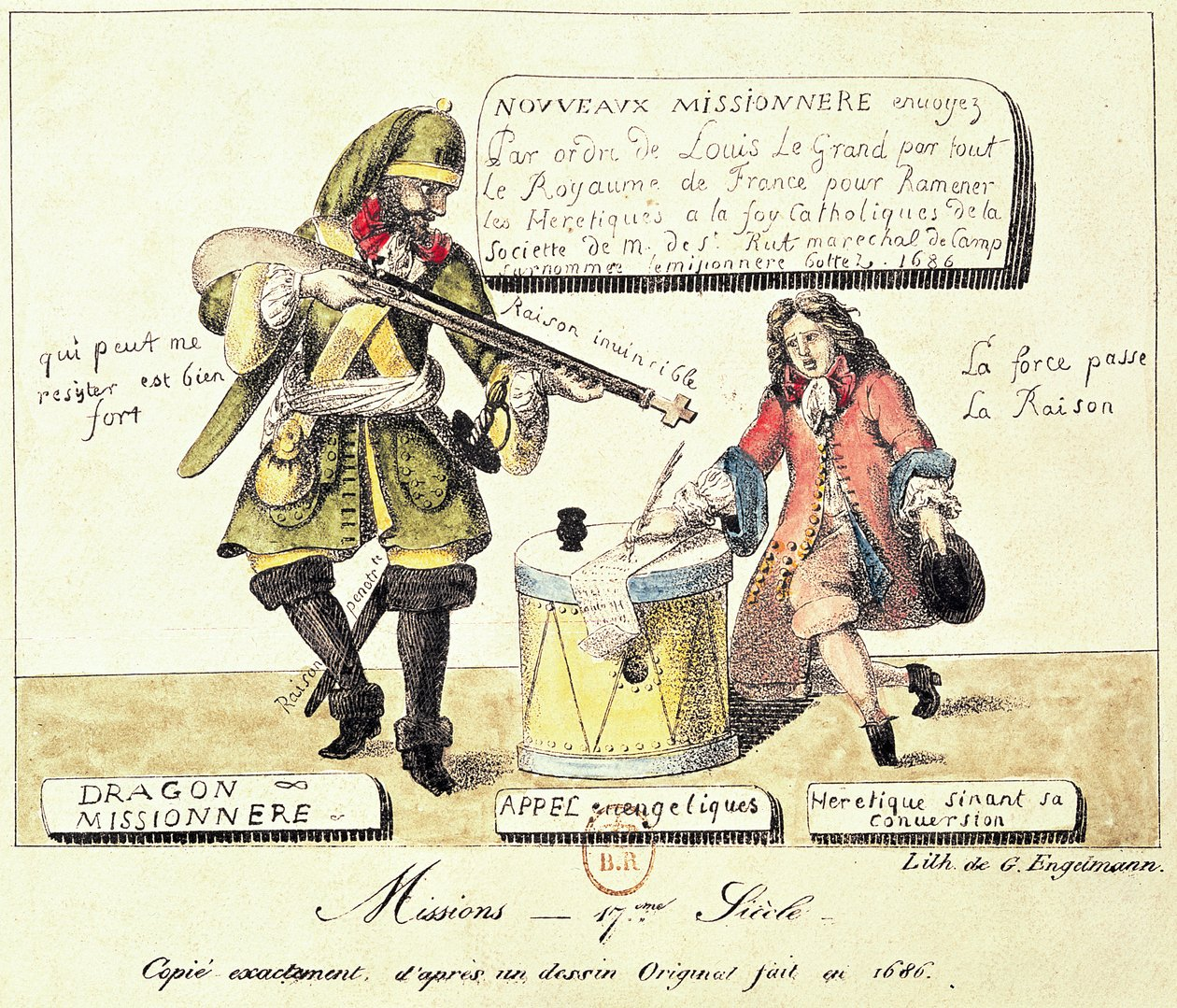
Le « dragon missionnaire » : Qui peut me résister est bien fort.

Comme toutes les Cévennes, Saint-Martin accueillit favorablement la Réforme et une majeure partie de la population se convertit au protestantisme tout en restant fidèle au roi.
Sous le règne de Louis XIV, en 1685, comme toutes les localités protestantes, Saint-Martin fut victime de dragonnades. Les membres de la religion réformée furent alors contraints d'héberger à leur frais des soldats, les dragons, qui avaient carte blanche, sauf le droit de tuer, pour les « convertir ». Sous la pression de ces exactions, ils se convertirent en masse et devinrent des NC, pour Nouveaux Convertis. Certains récalcitrants s'enfuirent rejoignant l'émigration huguenote vers la Suisse, l'Allemagne, les Pays-Bas, l'Afrique du Sud…
La répression contre les protestants s'accentua avec la révocation de l'édit de Nantes le 18 octobre 1685.
D'une certaine façon, la Révolte des Camisards (1702-1704) débuta à Saint-Martin : le rassemblement du premier groupe de camisards, celui qui partit au Pont-de-Montvert délivrer les prisonniers de l'abbé du Chayla, se fit au Plan de Fontmort. Pendant cette guerre du roi contre sa population, le village situé au cœur de la zone rebelle, n'échappa pas aux troubles : assemblées secrètes au « Désert », « levées d'impôt » des camisards, représailles, meurtres, incendies.. Le plan de Fontmort fut le lieu de plusieurs escarmouches. Lors du « bruslêment des Cévennes », où l'armée royale employa la tactique de la terre brûlée destinée à empêcher tout soutien matériel à la guérilla, le bourg fut détruit ainsi que les maisons des Nouveaux Convertis (NC) situées dans les hameaux isolés.
L'hiver très rigoureux de 1709 provoqua le gel de nombreux châtaigniers, principale ressource locale en nourriture. Aussi une famine s'ensuivit. Cela favorisa la plantation massive de mûrier pour les vers à soie. L'économie locale quitta alors de plus en plus le stade de l'autosubsistance pour intégrer l'économie de marché.

### La Révolution et leXIXesiècle
Le village accueillit très favorablement la Révolution synonyme de liberté de culte et d'égalité civile.
L'incendie du palais épiscopal de Mende en 1887, qui regroupait les archives départementales de la Lozère, fait qu'il n'y a guère de traces de conséquences locales des multiples soubresauts politiques de la France du XIXe siècle.
Le milieu du XIXe siècle est appelé « l'âge d'or des Cévennes », la commune y connut son maximum démographique 718 habitants en 1821. Le développement de l'industrie de la soie apporta une certaine prospérité. Mais les maladies atteignant les vers à soie (la flacherie et la pébrine) puis la vigne (phylloxéra) ainsi que la dureté des conditions de vie contribuèrent à un fort exode rural dès les années 1870. À la fin du XIXe siècle, la construction de véritables routes désenclavant le village améliora les débouchés des productions traditionnelles mais favorisa le départ des jeunes, d'abord de façon temporaire pour des travaux saisonniers dans la plaine, puis définitivement.

### XXesiècle
La Première Guerre mondiale marqua un tournant définitif dans la vie du village, accentuant l'exode rural et bouleversant l'équilibre économique local. Pendant quatre ans, l'absence de la plupart des hommes valides augmenta les difficultés économiques des familles. Un cinquième des mobilisés, y périrent sans compter les blessés et les mutilés.
Pendant la Seconde Guerre mondiale, de nombreux persécutés de toute nature se réfugièrent dans les Cévennes. Plusieurs maquis, dont un maquis antifasciste allemand, furent créés dans la Vallée Française (Serre, la Picharlerie). Ils furent attaqués et dispersés entre le 7 et le 13 avril 1944. Le plan de Fontmort fut alors comme pendant la guerre des camisards le lieu d'une embuscade.
Repaire de résistants en 1943 et 1944, la Picharlerie a ensuite été abandonnée puis réinvestie en 2002 par un collectif lui donnant une nouvelle vocation nourricière. Le mercredi 11 juillet 2007, la Picharlerie a été expulsée par la Gendarmerie nationale et totalement rasée. La préfecture et le pasteur Freddy Michel Dhombres, propriétaire en titre du hameau, l’ont fait rayer des cartes.
Dans « La Picharlerie. Un carrefour mouvementé des résistances », Patrimoine 30, no 19, Jacques Poujol, un ancien résistant, il affirme avoir « vécu comme un cauchemar la nouvelle du passage du bulldozer à la Picharlerie [qui] illustre par excellence, non pas la Résistance en général, abstraite et inhumaine, mais les résistances au pluriel ».

## Toponymie
La Vallée Française
Les deux principales hypothèses sur l'origine du nom de la vallée sont soit qu'elle était une enclave franque en territoire wisigoth ; soit qu'elle aurait été appelée ainsi à l'issue de la légendaire bataille de la Boissonnade. Vallis Franscisca et Val franciscus signifiant vraisemblablement vallée franque ou francesque.
L'hypothèse que cela signifierait que c'était une vallée « franche », c'est-à-dire exemptée d'impôts est peu probable.
La légende de la Vieille Morte,,
Il s'agit d'une célèbre légende du cœur des Cévennes que forment la Vallée Borgne, la Vallée Française et la Vallée Longue, à laquelle sont liés plusieurs lieux :
En des temps immémoriaux, une fée résidait au sommet du Mont Mars. Cette fée n'était pas d'humeurs commodes, ce qui n'en faisait pas une « bonne fée » bien au contraire.
En dépit de son âge avancé, une veuve des environs de Saint-Germain-de-Calberte, avait fauté et donné naissance à un enfant. Pour la punir, la fée la condamna à arracher une énorme pierre des flancs du Mont des Laupies (grosses pierres plates en occitan) et la chassa du pays avec son enfant, son chien, son âne et surtout sa pierre.
Ainsi chargée la vieille s'en alla, mais son enfant, trop fragile pour supporter le voyage, mourut rapidement au col qui est depuis appelé Plan-de-Fontmort (le plan de l'enfant mort). Le chien, lui, tomba dans un trou au lieu-dit Cros del chi (la tombe du chien).
La pluie se mit à tomber violemment comme elle tombe parfois lors d'un orage cévenol, la vieille s'abrita un moment sous une avancée de la roche au lieu-dit Escota se plou (écoute s'il pleut). Devant continuer sa route coûte que coûte, la pauvre femme s'engagea dans la vallée où coule un affluent du Gardon de Saint-Germain. Arrivée en bas du village, il lui fallut franchir la rivière (toujours en portant son énorme pierre) bien qu'elle fût en crue à cause de l'orage ; l'âne trébucha et se noya d'où le nom de Négase (noie âne) donné à ce gué.
Épuisée, la vieille s'assoupit un moment sur une crête nommée depuis Mortdesom (mort de sommeil), puis tenta de continuer. Poursuivie par la méchante fée, elle reprit péniblement son chemin, portant toujours son fardeau de pierre. La vieille commença l'ascension de la montagne mais avant d'arriver au sommet, éreintée, ne parvenant plus à porter son fardeau, elle abandonna ce qui devint « la Pierre de la Vieille ». Terrorisée (l'orage continuait et la fée se rapprochait) et accablée du chagrin d'avoir perdu son enfant, elle se mit à pleurer créant le valat de las Gotas (le ruisseau des gouttes). Malgré tout, la vieille parvint enfin au sommet de la montagne mais la fée l'y rattrapa et la tua pour avoir perdu la pierre. En souvenir de cette malheureuse, la montagne est appelée la « Vieille Morte ».

## Démographie
Fortement touchée par l'exode rural, Saint-Martin-de-Lansuscle a vu sa population chuter constamment pendant 150 ans pour atteindre un minimum de 99 habitants en 1982 soit le sixième de ce qu'elle était dans la première moitié du XIXe siècle. Depuis vingt ans la population augmente légèrement mais irrégulièrement. Entre 1999 et 2006, elle a même baissé de 4 habitants.
L'évolution du nombre d'habitants est connue à travers les recensements de la population effectués dans la commune depuis 1793. Pour les communes de moins de 10 000 habitants, une enquête de recensement portant sur toute la population est réalisée tous les cinq ans, les populations de référence des années intermédiaires étant quant à elles estimées par interpolation ou extrapolation. Pour la commune, le premier recensement exhaustif entrant dans le cadre du nouveau dispositif a été réalisé en 2005.

En 2022, la commune comptait 192 habitants, en évolution de +2,13 % par rapport à 2016 (Lozère : +0,11 %, France hors Mayotte : +2,11 %).
| 1793 | 1800 | 1806 | 1821 | 1831 | 1836 | 1841 | 1846 | 1851 |
| ---- | ---- | ---- | ---- | ---- | ---- | ---- | ---- | ---- |
| 531  | 502  | 603  | 718  | 678  | 647  | 663  | 640  | 677  |

| 1856 | 1861 | 1866 | 1872 | 1876 | 1881 | 1886 | 1891 | 1896 |
| ---- | ---- | ---- | ---- | ---- | ---- | ---- | ---- | ---- |
| 686  | 648  | 651  | 595  | 548  | 518  | 535  | 490  | 461  |

| 1901 | 1906 | 1911 | 1921 | 1926 | 1931 | 1936 | 1946 | 1954 |
| ---- | ---- | ---- | ---- | ---- | ---- | ---- | ---- | ---- |
| 425  | 419  | 397  | 343  | 300  | 306  | 258  | 204  | 180  |

| 1962 | 1968 | 1975 | 1982 | 1990 | 1999 | 2005 | 2006 | 2010 |
| ---- | ---- | ---- | ---- | ---- | ---- | ---- | ---- | ---- |
| 151  | 135  | 108  | 99   | 102  | 141  | 138  | 137  | 186  |

| 2015 | 2020 | 2022 | - | - | - | - | - | - |
| ---- | ---- | ---- | - | - | - | - | - | - |
| 189  | 193  | 192  | - | - | - | - | - | - |

### Logement
En 2006, les 167 logements de la commune étaient à 56,8 % des résidences secondaires. Les 68 résidences principales (+12 depuis 1999) étaient essentiellement composées de maisons (87,8 %) ; les appartements n'en représentaient que 10,7 % (il n' y en avait pas en 1999) et les autres types de logements 1,8 %. Il y n'avait que 4 logements vacants contre 17 en 1999. Les deux tiers des habitants (68,5 %) étaient propriétaire de leur logement tandis que 21,7 % en étaient locataires et 11,6 % logés à titre gratuit. Entre 1999 et 2006 aucun logement n'a été construit. 79,4 % des logements ont été bâtis avant 1949, les 20,6 % restant l'ont été après 1990. Il n'existe pas de logements sociaux sur la commune.

## Économie

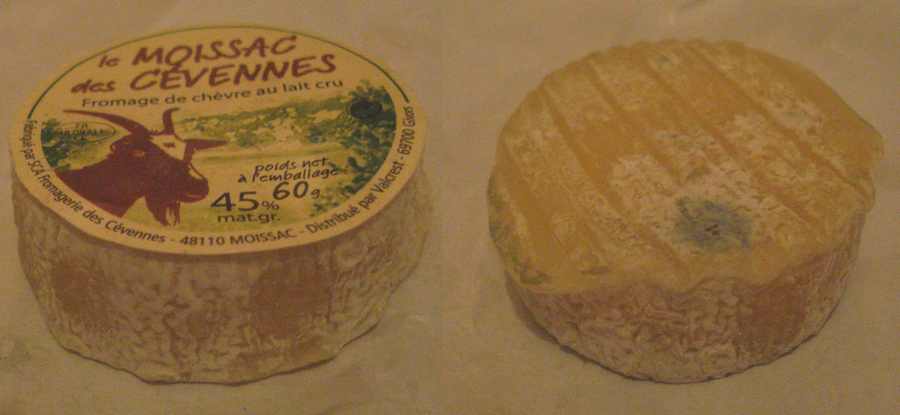
Pélardon de Moissac.

Le bassin de vie de la commune est celui de Saint-Jean-du-Gard.
De son important passé agricole, il ne reste que quelques agriculteurs. Ce sont essentiellement des éleveurs caprins fournissant pour la plupart leur lait de chèvre à la coopérative laitière de Moissac-Vallée-Française qui produit des pélardons labellisés Appellation d'origine contrôlée (AOC), des petits producteurs en polyculture (chèvre, légumes, volailles) ou des apiculteurs. Ainsi en 2006, il y avait 32 agriculteurs (et co-exploitants) dont seulement 8 à plein temps.

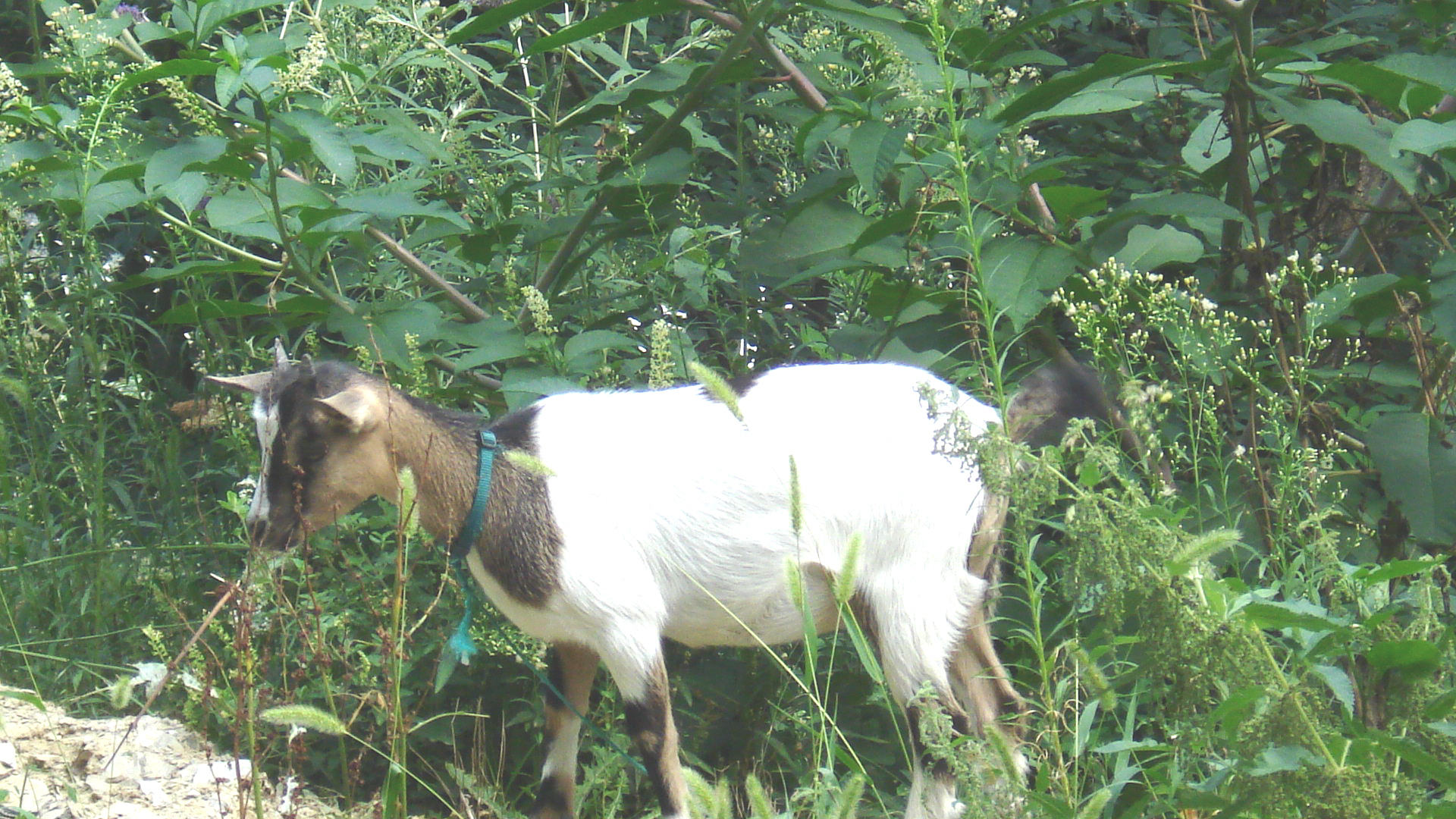
Chevreau cévenol.

Le tourisme est aujourd'hui le principal vecteur d'activité. Le village accueille en été de nombreux touristes que ce soit dans des résidences secondaires, des gîtes, des chambres d'hôte ou en accueil à la ferme ou dans son hôtel restaurant.
Néanmoins, ceci ne permet pas le maintien de services ou de commerces de bouche. Ainsi, en 2009 on n'y dénombrait que quatre entreprises dont deux dans la construction.
L'activité économique est donc très faible : en 2006 la commune avait un taux de chômage de 10,9 %. Aussi 40 % de ses 56 actifs travaillent en dehors de  la commune, sur Saint-Jean-du-Gard voire sur Alès et seulement 57,9 % étaient des salariés. En 2006, la moitié des ménages déclarait un revenu imposable supérieur à 8 639 € ce qui est nettement moins que la moyenne nationale et départementale.

## Politique et administration
| Période | Période  | Identité       | Étiquette | Qualité |
| ------- | -------- | -------------- | --------- | ------- |
| 2001    | En cours | Hubert Pfister |           |         |

### Canton

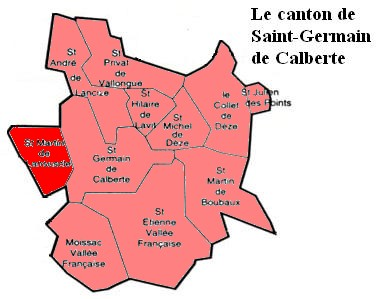
Saint-Martin-de-Lansuscle dans le canton de Saint-Germain-de-Calberte.

La commune de Saint-Martin-de-Lansuscle est l'une des onze communes du canton de Saint-Germain-de-Calberte.

Le conseiller général du canton, élu en 2004, est Robert Aigoin (PCF) également maire de Saint-Julien-des-Points.

### Intercommunalité

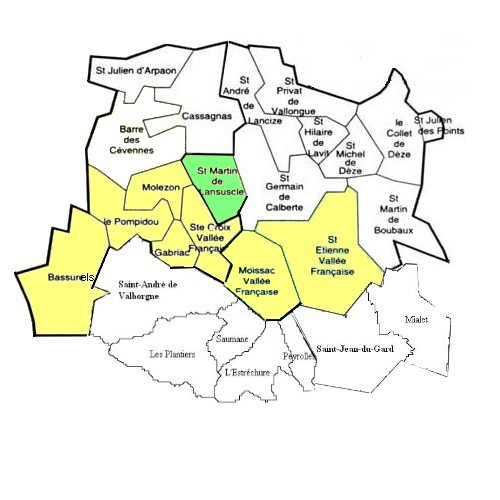
La commune de Saint-Martin dans sa communauté de communes.

La commune est membre fondatrice de la communauté de communes de la Cévenne des Hauts Gardons créée en 2001. Celle-ci regroupe huit des dix communes du SIVOM des Hauts-Gardons. Via la communauté de communes, elle fait partie du Pays Gorges, Causses et Cévennes qui rassemble des intercommunalités du sud de la Lozère.

### Tendances politiques
Terre de culture protestante, les Cévennes ont été favorables à la Révolution qui accordait la liberté de culte, l'égalité civile et hostile à la monarchie assimilée à l'oppression royale et catholique des XVIIe et XVIIIe siècles. C'est une région de tradition républicaine qui s'est opposée au coup d'État de Louis-Napoléon Bonaparte, et a accueilli proscrits et maquis de résistants pendant la Seconde Guerre mondiale.
C'est donc une terre fortement ancrée à gauche, tendance confortée par les liens familiaux avec la population ouvrière partie travailler dans les mines et les industries d'Alès et par l'arrivée depuis les années 1970 de néoruraux soixante-huitards. Elle s'oppose en cela à la Lozère du nord, catholique et traditionnellement plus conservatrice.
L'analyse du résultat de l'élection présidentielle de 2007 laisse apparaître une forte inclination des électeurs vers la gauche : totalisant 75 % des suffrages, la candidate du PS Ségolène Royal obtient ainsi des résultats sensiblement supérieurs à la moyenne départementale (44,25 %), régionale (45,90 %), ou nationale (46,94 %).
Après avoir obtenu 33,66 % des suffrages lors du premier tour de l'élection le 22 avril 2007, loin devant ses adversaires de l'UMP Nicolas Sarkozy (10,08 %) et du MoDem François Bayrou (15,13 %) et de José Bové 15,13 %, elle fait plus que doubler son score au second tour, obtenant 75 % des suffrages exprimés, soit un total de 87 voix sur 119 votants. Parallèlement, Nicolas Sarkozy totalisait 29 bulletins en sa faveur, tandis que 3 bulletins étaient décomptés comme blanc ou nuls.
Résultats du second tour des élections présidentielles de 2007 et 2002 :
- élection présidentielle de 2007 : 25 % pour Nicolas Sarkozy (UMP), 75 % pour Ségolène Royal (PS). Participation : 88,81 %[48].
- élection présidentielle de 2002 : 90 % pour Jacques Chirac (RPR), 10 % pour Jean-Marie Le Pen (FN). Participation : 87,60 %[49].

Résultats des élections législatives de 2007 et 2002 :
- élections législatives de 2007 : 71,11 % pour Jean-Claude Chazal (PS), 28,89 % pour Francis Saint-Léger (UMP). Participation : 73,88 %[50]
- élections législatives de 2002 : 83,12 % pour Jean-Claude Chazal (PS), 16,88 % pour Francis Saint-Léger (UMP). Participation : 67,77 %[51]

Résultats des élections régionales de 2004
- élections régionales de 2004 : 81,91 % pour Georges Frêche (PS), 13,83 % pour Jacques Blanc UMP, 4,26 % pour Alain Jamet FN. Participation : 73,28 %[52]

### Fiscalité
(mars 2017).
| Taxe                                                | Taux appliqué (part communale) | Recettes dégagées en 2008 et en € |
| --------------------------------------------------- | ------------------------------ | --------------------------------- |
| Taxe d'habitation (TH)                              | 6,19 %                         | 8 000                             |
| Taxe foncière sur les propriétés bâties (TFPB)      | 14,57 %                        | 12 000                            |
| Taxe foncière sur les propriétés non bâties (TFPNB) | 202,14 %                       | 7 000                             |
| Taxe professionnelle (TP)                           | 8,56 %                         | 1 000                             |

Si le taux de la taxe foncière sur les propriétés non bâties peut sembler important, il est à mettre en relation avec la très faible valeur locative des terrains non bâtis en Lozère qui en constitue l'assiette.
Sauf pour le foncier bâti, l'imposition par habitant en 2008 s'avérait égale à celle des communes de la strate de Saint-Martin-de-Lansuscle (communes de moins de 250 habitants). Compte tenu de la très faible activité économique locale, la taxe professionnelle est quasi inexistante.

### Budget de la commune
En 2008, le budget de la commune s'élevait à 367 000 € et son endettement à 195 000 €.
Les variations du montant du budget communal proviennent essentiellement de celles des investissements car la partie fonctionnement du budget était, jusqu'à cette année, plutôt stable. Si les recettes de fonctionnement par habitant sont très supérieures à la moyenne des communes de sa catégorie, les charges de fonctionnement le sont aussi. Ceci s'explique par le fait que la commune est près de la limite supérieure de sa catégorie. Par ailleurs elle dégage régulièrement une capacité d'autofinancement par habitant bien supérieure à celle des communes similaires. Cela explique la baisse de l'endettement par habitant qui reste quand même de 1 332 € en 2008 soit le triple de la moyenne malgré un montant d'investissement (234 €/hab) moitié de celui des communes de cette strate.
| Évolution de l'endettement (en milliers d’€) : | Évolution des dépenses d’équipement (en milliers d’€) : |

## Vie locale

### Écologie et recyclage
Commune du parc national des Cévennes (seul parc national français habité par l'homme de façon permanente) son territoire est aussi classé en zone Natura 2000 comme site d'importance communautaire (SIC). Cette double protection vise tant à protéger ses habitats naturels (faune, flore et rivière) que son habitat traditionnel et sa culture (architecture, coutumes, etc.).
Dans le cadre du SIVOM des Hauts-Gardons, des points d'apport volontaire des déchets pour le tri sélectif sont disposés à différents endroits de la commune. De même, il y a une déchèterie intercommunale à Sainte-Croix-Vallée-Française. Du fait de la présence depuis trente ans de néo-ruraux très sensibles à cette thématique, les collectivités territoriales locales se sont depuis longtemps penchées sur ces problèmes.

### Équipements et services
Il existe une bibliothèque-médiathèque.

### Enseignement
Saint-Martin-de-Lansuscle dépend de l'académie de Montpellier.
Depuis la rentrée 2007, l'école primaire compte deux classes. Les élèves vont ensuite au collège de Saint-Étienne-Vallée-Française.
Pour poursuivre leurs études en lycée, les jeunes Lansusclais se rendent principalement à Mende ou à Alès.

### Santé
Une infirmière réside sur la commune. Il y des médecins dans les villages voisins de Sainte-Croix-Vallée-Française, Saint-Germain-de-Calberte et Saint-Étienne. Les autres services médicaux courants (pharmacie, dentiste, kinésithérapeute, etc.) sont localisés à Saint-Jean-du-Gard et Florac. Les centres hospitaliers les plus proches sont ceux d'Alès et de Mende.

### Associations
Un foyer rural existe sur la commune qui fédère et aide les associations locales. Près d'une vingtaine d'associations d'importance diverse sont domiciliées sur la commune.

### Cultes
De par son histoire, le village est une localité protestante même si l'arrivée d'une population extérieure a relativisé cet aspect.
Officiellement Saint-Martin-de-Lansuscle appartient au diocèse catholique de Mende, lui-même rattaché à la province ecclésiastique de Montpellier depuis 2002. Mais comme il n'y a pas de lieu de culte catholique, il se trouve dans la paroisse de Sainte-Croix-Vallée-Française. Celle-ci est rattachée à la communauté de paroisses de Florac qui regroupe huit paroisses du sud de la Lozère ainsi qu'au secteur pastoral de Florac.
Pour l'Église réformée, le temple de Saint-Martin-de-Lansuscle est l'un des lieux de culte de la paroisse Vallée française qui recouvre huit localités de la vallée et appartient au consistoire Montagne des Cévennes qui rassemble quatre paroisses cévenoles.

## Culture locale et patrimoine

### Lieux et monuments

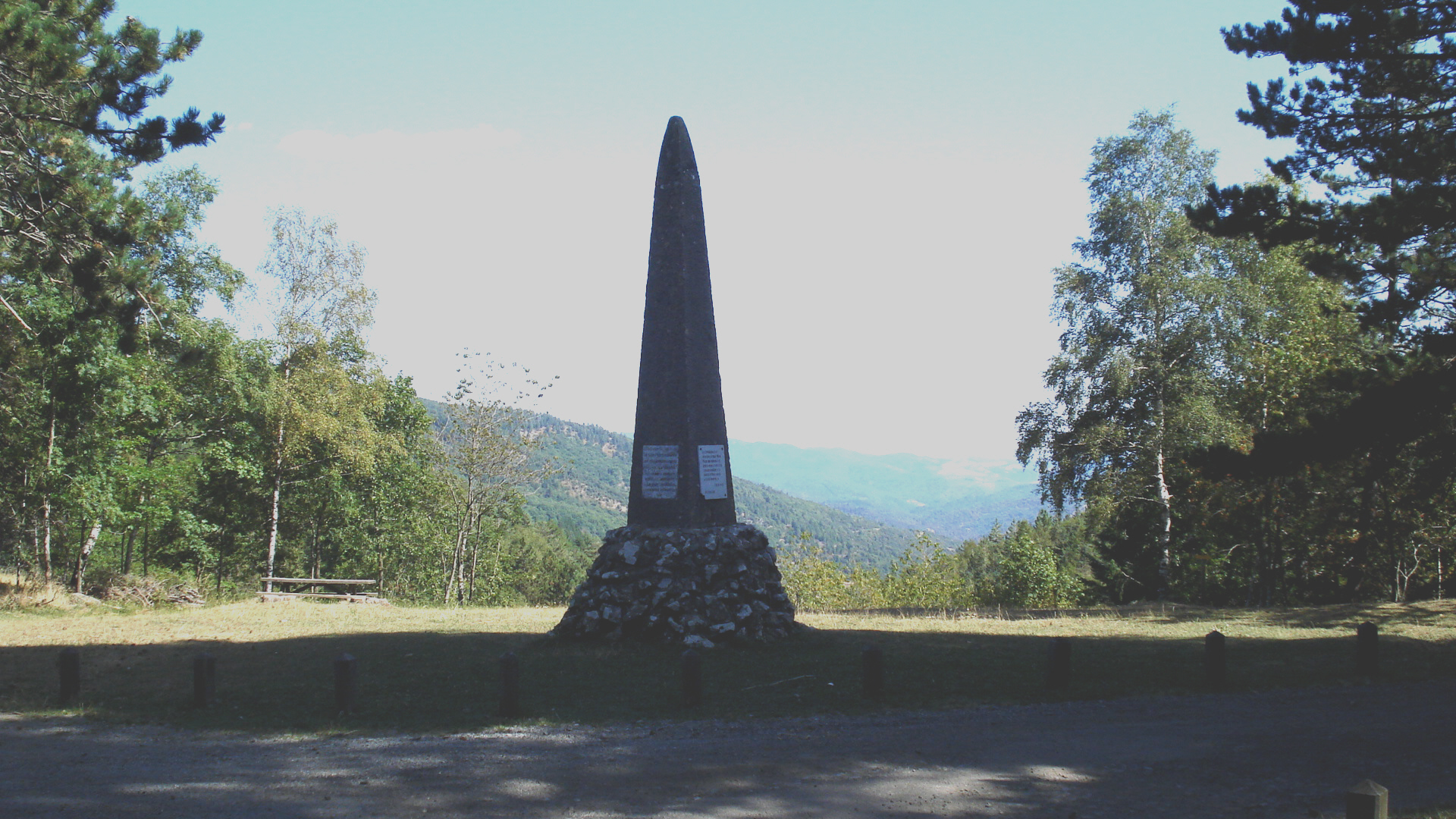
Monument commémoratif du Plan de Fontmort.

- Le plan de Fontmort : en ce lieu, symbole de la révolte des camisards, se dresse un stèle commémorative.
- Notre-Dame-de-Valfrancesque : l'église Notre-Dame-de-Valfrancesque, sur la commune voisine de Moissac-Vallée-Française, est la plus ancienne du diocèse encore debout[28]. Elle est intimement liée à la Vallée-Française, et donc à Saint-Martin. Elle est mentionnée dès 935, lorsque le pape Jean VI la donne à l'évêque de Nîmes. Cependant, elle n'est consacrée qu'en 1063. La tradition, elle, fait remonter sa construction à la bataille qui se serait déroulée à la Boissonnade entre les Francs et les Sarrasins au VIIIe siècle[62].

Elle a été construite en fraidonite, une sorte de granit. Elle mesure 23 m par 6 m, et est bâtie dans le style roman. En 1702 elle a été brûlée par les Camisards, et a été dévastée en 1793. À chaque fois elle a été restaurée. C'est aujourd'hui un temple protestant.
- Le temple : le temple protestant a été construit en 1827[63].
- Châteaux et maisons fortes : le château du Cauvel date du XIVe siècle[64]. la tour de Fontanilles date du XIIe siècle
- Sites mégalithiques : plusieurs menhirs sont visibles sur le territoire de la commune : au Plan de Fontmort, au col de la pierre plantée...
- L'établissement gallo-romain de Saint-Martin-de-Lansuscle.